# Maassluis
Maassluis este o comună și o localitate în provincia Olanda de Sud, Țările de Jos. 